# Mastectomie

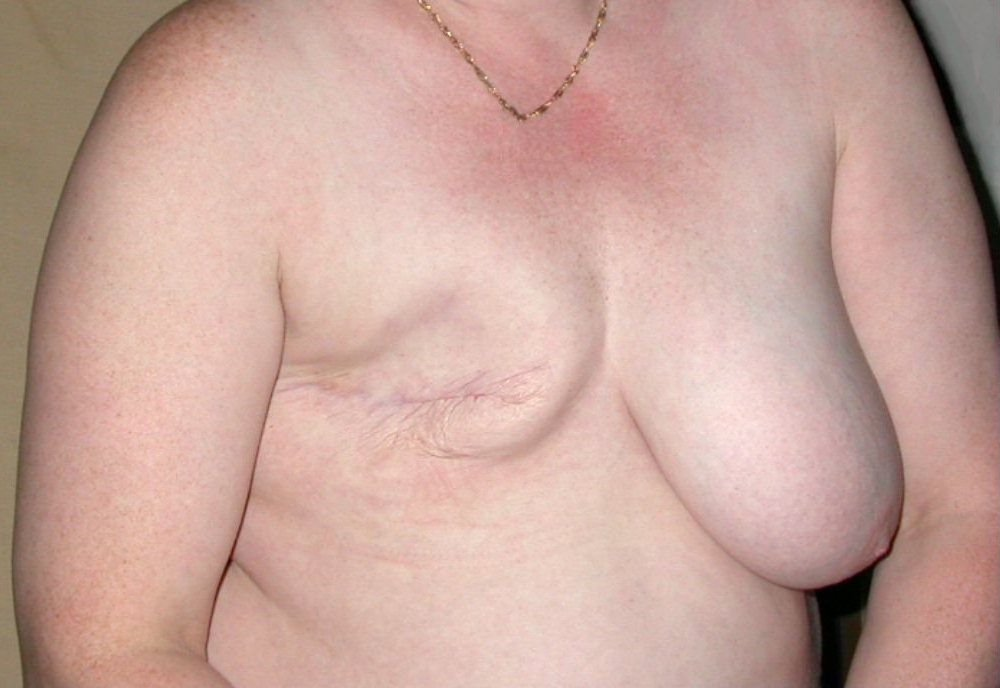
Mastectomie

Mastectomie, mammectomie of borstamputatie is het chirurgisch verwijderen van de borst en tepel. Een andere naam hiervoor is ablatio simplex. Bij een radicale mastectomie werden vroeger alle lymfeknopen in de oksel evenals de kleine en de grote borstspier verwijderd. Bij een gemodificeerde radicale mastectomie worden de borstspieren intact gelaten. Het verwijderen van de lymfeknopen in de oksel (het okselkliertoilet) wordt als de betrokken schildwachtklier (de met het tumorgebied verbonden lymfeknoop) niet aangedaan blijkt veelal achterwege gelaten.
Een mastectomie wordt toegepast als remedie tegen borstkanker, maar soms ook preventief in gevallen van erfelijke borstkanker. Dubbele mastectomie wordt ook toegepast als genderbevestigende operatie voor trans mannen en transmasculiene personen. 

## Borstkanker
Bij personen die drager zijn van het BRCA1-gen, dat een erfelijke risicofactor is voor borstkanker, wordt preventieve mastectomie medisch aangeraden; personen die drager zijn van het BRCA2-gen kunnen ook kiezen voor preventieve controles in plaats van preventieve mastectomie. Het voordeel van kiezen voor preventieve controles is dat de borsten behouden kunnen blijven; nadelen zijn onder andere dat de patiënt in onzekerheid blijft, en dat indien er bij zo'n controle borstkanker wordt geconstateerd, er een zwaar behandeltraject kan volgen.
Als de tumor klein genoeg is kan in plaats van een mastectomie een lumpectomie uitgevoerd (een borstsparende operatie) worden, met doorgaans aansluitend bestraling.
- Bibliothèque nationale de France: cb119653511 (data)
- Gemeinsame Normdatei: 4136621-9
- Library of Congress Control Number: sh85081984
- Nationale Bibliotheek van Tsjechië: ph134897
- Nationale Bibliotheek van Israël: 987007555592905171